# Saint-Martin-sous-Montaigu
Saint-Martin-sous-Montaigu és un municipi francès situat al departament de Saona i Loira i a la regió de Borgonya - Franc Comtat. L'any 2009 tenia 335 habitants.

## Història
| Data d'elecció                           | Identitat       | Partit | Qualitat |
| ---------------------------------------- | --------------- | ------ | -------- |
| 1934-1948                                | Antoine Roussot |        |          |
| 1948-1959                                | Marcel Isaïe    |        |          |
| 1959-1982                                | Emile Voarick   |        |          |
| 1982-1988                                | Robert Size     |        |          |
| 1988-                                    | Pierre Voarick  | UMP    |          |
| les dades anteriors no són pas conegudes |                 |        |          |
|                                          |                 |        |          |

## Demografia
| A partir de 1990: Població sense dobles comptes |